# Aaron Alexandre
Rabbi Aaron Alexandre, dit le père Alexandre, est un joueur d'échecs et un bibliophile bavarois puis français né à Hohenfeld en Franconie vers 1766-1768 et mort le 16 novembre 1850 à Londres. Il est l'auteur d'un des plus  importants recueil de problèmes d'échecs anciens.

## Biographie et carrière
Aaron Alexandre était rabin. Il émigra à Paris en 1793 et devint citoyen français pendant la Révolution française. Il vécut en enseignant l'allemand et également en opérant le turc mécanique, un automate qui jouait aux échecs.
À 70 ans, endetté, il s'empressa de finir son Encyclopédie des échecs qui parut en 1837. En 1838, il disputa un match en 21 parties contre Howard Staunton au cours duquel il se révéla le meilleur (le score du match n'est pas connu). Vers la fin de sa vie, il s'installa en Angleterre.

## Œuvres
Il est l'auteur de livres sur les échecs parus au milieu du XIXe siècle : 
- L'Encyclopédie des échecs, Paris, 1837 ;

- Collection des plus beaux problèmes d'échecs, Paris, 1846 ;
  - (en)Beauties of chess, Londres, 1846 ;
  - (de)Praktische Sammlung Bester und höchst interessanter Schachspiel-Probleme, Leipzig, 1846

Ces ouvrages contiennent plus de 2 000 problèmes et forment le plus riche recueil de problèmes anciens dont on dispose.